# Urubatão
Urubatão, właśc. Urubatão Calvo Nunes (ur. 31 marca 1931 w Rio de Janeiro, zm. 24 września 2010) – piłkarz brazylijski, występujący na pozycji pomocnika.

## Kariera klubowa
Karierę piłkarską Urubatão występował w Bonsucesso Rio de Janeiro. W 1954 roku przeszedł do Santosu FC. Z Santosem sześciokrotnie zdobył mistrzostwo stanu São Paulo – Campeonato Paulista w 1955, 1956, 1958, 1960, 1961 i 1962, Copa Libertadores w 1962 oraz Puchar Interkontynentalny w 1962 roku. Karierę zakończył w Ponte Preta Campinas.

## Kariera reprezentacyjna
W reprezentacji Brazylii Urubatão zadebiutował 7 lipca 1957 w przegranym 1-2 meczu z reprezentacją Argentyny, którego stawką było Copa Julio Roca 1957. Był to jego jedyny mecz w reprezentacji.

## Po zakończeniu kariery
Po zakończeniu kariery Urubatão został trenerem i zajmował się wyszukiwaniem talentów. Pracował również jako komentator sportowy.